# Dielektrická pevnost
Dielektrická pevnost je fyzikální pojem vyjadřující odolnost materiálů vůči elektrickému poli. Jedná se o hodnotu intenzity elektrického pole, při které pro daný elektrický izolant dochází k tzv. průrazu (u pevných materiálů), respektive přeskoku (u kapalin a plynů) a tento materiál se stává vodivý.

## Značení a jednotky
- Symbol - Ep
- Výpočet - {\displaystyle E_{p}={\frac {U_{p}}{l}}}, kde
  - Up - průrazné napětí
  - l - tloušťka izolantu

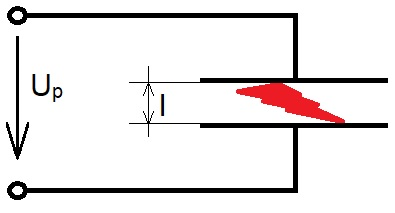
Elektrický průraz

- Jednotky - základní: V/m; odvozené: kV/mm, kV/cm, MV/m

## Elektrický průraz
| Materiál                  | Ep [kV/mm] |
| ------------------------- | ---------- |
| Vzduch                    | 1 - 3      |
| Rutilit (TiO2)            | 10         |
| Kondenzátorový olej       | 20         |
| Permitit                  | 20         |
| Transformátorový olej     | 4 - 30     |
| Kamenina                  | 7 - 27     |
| Porcelán                  | 10 - 30    |
| Steatit                   | 20 - 45    |
| Polyvinylchlorid          | 26 - 50    |
| Kabelový papír            | 50 - 60    |
| Mikanit (slídový izolant) | 100        |
| Polyetylen                | 90 - 120   |
| Napouštěný papír          | 100 - 130  |
| Polyester                 | 180        |

Každý průraz má 2 stadia:
1. náhlé zvětšení elektrické vodivosti a průchod proudu izolantem,
2. následek průchodu proudu (oblouk, roztavení, ohoření apod.).

### Průrazná intenzita elektrického pole
Teoreticky je dielektrická pevnost materiálu jeho charakteristickou vlastností, která nezávisí na uspořádání elektrod ani na tom, z jakého materiálu jsou vyrobeny. Působením elektrického pole se při průrazu uvolňují vázané elektrony. Je-li přiložené pole dost vysoké, může urychlit elektrony natolik, že při jejich srážkách s neutrálními atomy nebo molekulami jsou uvolňovány další elektrony; tento jev se nazývá lavinový průraz. K průrazu dochází velmi rychle (typicky během nanosekund) a vzniká při něm elektricky vodivá dráha skrz materiál izolantu. Jedná-li se o pevnou látku, průraz natrvalo podstatně zhorší nebo dokonce zcela odstraní jeho izolační schopnosti.

### Průrazné napětí
Napětí při němž dojde k průrazu v daném případě závisí na vzájemném uspořádání dielektrika (izolátoru) a elektrod na které je přiloženo elektrické pole; dále na časovém průběhu (rychlosti růstu) napětí na elektrodách. Protože dielektrikum vždy obsahuje mikroskopické defekty, jeho dielektrická pevnost je daleko nižší než teoretická hodnota v ideálním materiálu. Dielektrická pevnost tenkých vrstev bývá vyšší než v případě silnějších destiček téhož materiálu. Napětí se rozloží do sériové kombinace více virtuálních kondenzátorů. V aplikacích, kde se vyžaduje co nejvyšší dielektrická pevnost, např. pro vysokonapěťové kondenzátory nebo pulzní transformátory, se proto používají vícenásobné tenké vrstvy dielektrik, nebo vakuové provedení.